# Milton Pessanha
Milton Bororó, meglio noto come Milton Pessanha (Campos dos Goytacazes, 11 novembre 1932 – Rio de Janeiro, 3 marzo 1993), è stato un calciatore brasiliano, di ruolo attaccante.